# ملكة جمال الكون 2007
ملكة جمال الكون 2007 هي مسابقة ملكة جمال الكون السادسة والخمسين في تاريخ مسابقة ملكة جمال الكون منذ انطلاقتها عام 1952، تم عقد مسابقة في 28 مايو 2007 في القاعة الوطنية في مدينة مكسيكو، المكسيك.، شهد هذا العام مشاركة 77 متسابقة تمثلن بلدان العالم، في نهاية الحدث توجت ريو موري من اليابان من قبل ملكة جمال الكون السابقة زوليكا ريفيرا من بورتوريكو كخليفة لها، بفوز ريو بالتاج الكون تصبح ثالث ملكة جمال يابانية تحقيق اللقب.

## النتائج

### المراكز النهائية
| النتائج النهائية     | المتنافسة |
| -------------------- | --- |
| ملكة جمال الكون 2007 | - اليابان - ريو موري |
| الوصيفة الأولى       | - البرازيل - ناتاليا غيمارايس |
| الوصيفة الثانية      | - فنزويلا - لي جونيتيس |
| الوصيفة الثالثة      | - كوريا - لي ها ني |
| الوصيفة الرابعة      | - الولايات المتحدة – راشيل سميث |
| أفضل 10              | - أنغولا - ميكايلا ريس - الهند - بوجا غوبتا - المكسيك - روزا ماريا أوخيدا - نيكاراغوا - زيومارا بلاندينو - تنزانيا - فلافيانا ماتاتا    |
| أفضل 15              | - التشيك - لوسي هاداشوفا - الدنمارك - جاكلين سوجيتش - سلوفينيا - تاجا كوكالي - تايلاند - فارونغ يوثيثوم - أوكرانيا - ليودميلا بيكمولينا |

### ترتيب الإعلانات
| 1. فنزويلا 2. تايلاند 3. الدنمارك 4. نيكاراغوا 5. أنغولا 6. سلوفينيا 7. الولايات المتحدة 8. البرازيل 9. الهند 10. المكسيك 11. اليابان 12. أوكرانيا 13. تنزانيا 14. كوريا 15. جمهورية التشيك | 1. البرازيل 2. الهند 3. اليابان 4. أنغولا 5. فنزويلا 6. الولايات المتحدة 7. كوريا 8. تنزانيا 9. نيكاراغوا 10. المكسيك | 1. فنزويلا 2. كوريا 3. البرازيل 4. الولايات المتحدة 5. اليابان |

## المتسابقات
- ألبانيا - سادينا علا
- أنغولا - ميكائيلا ريس
- أنتيغوا وباربودا - ستيفاني امونت
- الأرجنتين - دانييلا ستوكان
- أروبا - كارولينا رافين
- أستراليا - كيمبرلي بوستيد
- الباهاما - ترينيري ينز
- باربادوس - جويل جارنر
- بلجيكا - أنيلين كوريفيتس
- بليز - ماريا جيفري
- بوليفيا - جيسيكا جوردون
- البرازيل - ناتاليا كيمارايس
- بلغاريا - جيرغانا كوشانوفا
- كندا - إينغا سكايا
- الصين - تشانغ نينغ نينغ
- كولومبيا - إيلين روكا
- كوستاريكا - فيرونيكا غونزاليس
- كرواتيا - يلينا ماروس
- كوراساو - نايمي مونتي
- قبرص - بوليفيا أشيليوس
- جمهورية التشيك - لوسي هاداسوفا
- الدنمارك - جاكلين سوجيتش
- جمهورية الدومينيكان -
- الإكوادور - لوجينا كابيزاس
- مصر - احسان حاتم
- إلسالفادور - ليسيت رودريغيز
- إستونيا - فيكتوريا أزوفسكايا
- فنلندا - نورا هاوتكانجاس
- فرنسا - راشيل ليجرين تراباني
- جورجيا - آنا جيورجيلاشفيلي
- ألمانيا - أنجلينا جلاس
- اليونان - دوكيسا نوميكو
- غواتيمالا - أليدا بوير
- غيانا - ميليسيا باين
- هندوراس - ويندي سالغادو
- المجر - إلديكو بونا
- الهند - بوجا جوبتا
- إندونيسيا - اجني براتيستا
- إسرائيل - شارون كينيت
- إيطاليا - فالنتينا ماسي
- جامايكا - زهرة ريدوود
- اليابان - ريو موري
- كازاخستان - جوخار رحمتالييفا
- كوريا - لي ها نوي
- لبنان - نادين نجيم
- ماليزيا - أديلين تشين
- موريشيوس - ساندرا فارو
- المكسيك - روزا ماريا أوجيدا
- الجبل الأسود - سنيكانا بوسكوفيتش
- نيوزيلندا - لورال باريت
- نيكاراغوا - زيومارا بلاندينو
- نيجيريا - إيبينابو بوتس جونسون
- النرويج - كيربي آن باسكين
- بنما - سورانجيل ماتوس
- باراغواي - ماريا خوسيه مالدونادو
- بيرو - خيمينا إلياس
- الفلبين - آنا تيريزا ليكاروس
- بولندا - دوروتا جاورون
- بورتوريكو - ويلماديليس «أوما» بلاسيني
- روسيا - تاتيانا كوتوفا
- صربيا - تيودورا مارشيتش
- سنغافورة - جيسيكا تان
- سلوفاكيا - لوسيا سيناشيوفا
- سلوفينيا - تاشا كوكالج
- جنوب أفريقيا - ميغان كولمان
- إسبانيا - ناتاليا زابالا
- سانت لوسيا - يوان هنري
- سويسرا - كريستا ريجوزي
- تنزانيا - فلافيانا ماتاتا
- تايلاند  - فارونج يوثيثوم
- جزر توركس وكايكوس - سانيتا كان
- أوكرانيا - ليودميلا بيكمولينا
- الأوروغواي - جيانينا سيلفا
- الولايات المتحدة  - راشيل سميث
- جزر العذراء الأمريكية - ريناتا كريستيان
- فنزويلا - لي جونايتيس
- زامبيا - روزماري تشيليشي

## الروابط الخارجية
- موقع ملكة جمال الكون الرسمي